# Reithrodontomys paradoxus
Reithrodontomys paradoxus é uma espécie de roedor da família Cricetidae.
Pode ser encontrada nos seguintes países: Costa Rica e Nicarágua.